# Viktória Hrunčáková
Viktória Kužmová (născută Kužmová; n. 11 mai 1998, Košice, Slovacia) este o jucătoare de tenis slovacă. Ea a fost clasată pe locul 43 mondial la simplu și pe locul 27 mondial la dublu în lume de către Asociatia de Tenis pentru Femei (WTA). Kužmová a câștigat patru titluri WTA la dublu și 20 de titluri (14 la simplu și șase la dublu) pe Circuitul ITF. Ea este, de asemenea, finalistă a Trofeului St. Petersburg 2019 de nivel Premier la proba de dublu, alături de Anna Kalinskaia.